# Prințesa Amalie de Saxa-Coburg și Gotha
Prințesa Marie Luise Franziska Amalie de Saxa-Coburg și Gotha, (germană Marie Luise Franziska Amalie, Prinzessin von Sachsen-Coburg und Gotha, Herzogin zu Sachsen; 23 octombrie 1848 – 6 mai 1894) a fost prințesă a Casei de Saxa-Coburg și Gotha prin naștere și Ducesă de Bavaria prin căsătoria cu Ducele Maximilian Emanuel de Bavaria. Amalie a fost al patrulea copil și a doua fiică a Prințului August de Saxa-Coburg și Gotha și a soției acestuia, Prințesa Clémentine de Orléans. Fratele ei mai mic a fost Ferdinand I al Bulgariei.

## Căsătorie și copii
Din copilărie, Amalie trebuia să devină mireasa Prințului Leopold al Bavariei. Totuși, Ducele Maximilian Emanuel, copilul cel mic al Ducelui Maximilian Joseph și a Prințesei Ludovika de Bavaria, s-a îndrăgostit de ea și s-a confesat surorii sale, Elisabetei, împărăteasă a Austriei ("Sisi").
Împărăteasa a devenit hotărâtă să asigure fericirea fratelui ei favorit. Ea l-a invitat pe Leopold într-o o vizită extinsă cu familia imperială, printre care se găsea și fiica ei de cincisprezece ani, Arhiducesa Gisela. Leopold a înțeles că o căsătorie cu Gisela era privită cu simpatie de împăratul Franz Joseph. Tentația de a deveni ginerele împăratului a fost prea puternică pentru a rezista și Leopold s-a logodit cu Gisela după numai câteva zile. După o perioadă suficientă de timp care să-i permită Amaliei să-și revină, împărăteasa Elisabeta a înlesnit întâlnirea dintre Max și Amelie.
La 20 septembrie 1875, la Ebenthal, Austro-Ungaria, Amalie s-a căsătorit cu Ducele Maximilian Emanuel de Bavaria. Maximilian Emanuel și Amalie au avut trei fii:
- Siegfried August Maximilian Maria, Duce în Bavaria (10 iulie 1876 – 12 martie 1952)[2]
- Christoph Joseph Clemens Maria, Duce în Bavaria (22 aprilie 1879 – 10 iulie 1963). S-a căsătorit cu Anna Sibig (18 iulie 1874 – 1 ianuarie 1958)[2]
- Luitpold Emanuel Ludwig Maria, Duce în Bavaria (30 iunie 1890 – 16 ianuarie 1973)[2]